# Kim Bum
Kim Bum, auch Kim Beom, (* 7. Juli 1989, in Mapo-gu, Seoul) ist ein südkoreanischer Schauspieler. Er wurde bekannt durch seine Rolle in dem Erfolgsdrama Boys Over Flowers (2009).

## Filmografie (Auswahl)

### Filme
- 2007: Hellcats (뜨거운것이 좋아 Tteugeoun Geosi Joha)
- 2008: Death Bell – Tödliche Abschlussprüfung!
- 2009: Flight (비상 Bisang)
- 2013: Detective Dee und der Fluch des Seeungeheuers (狄仁傑之神都龍王 Di Renjie zi Shendou longwang)
- 2013: Psychometry (사이코메트리)

### Fernsehserien
- 2006: Rude Women (발칙한 여자들 Balchikhan Yeojadeul)
- 2006: Unstoppable High Kick (거침없이 하이킥 Geochimeobsi Hai Kik)
- 2008: East of Eden (에덴의 동쪽 Eden-ui Dongjjok)
- 2009: Boys Over Flowers (꽃보다 남자)
- 2009: Dream (드림)
- 2009: High Kick Through the Roof (지붕뚫고 하이킥 Jibungtteulgo Hai Kik)
- 2010: The Woman Who Still Wants To Marry (아직도 결혼하고 싶은 여자 Ajikdo Gyeolhonhago Sipeun Yeoja)
- 2011: Padam Padam: The Sound of His and Her Heartbeats (빠담빠담… 그와 그녀의 심장박동소리 Ppadam Ppadam… Geu-wa Geu Nyeo-ui Simjangbangdong Sori)
- 2012: High Kick 3: Revenge of the Short Legged (하이킥! : 짧은 다리의 역습 Hai Kik: Jjalbeun Dari-ui Yeokseup)
- 2013: That Winter, The Wind Blows (그 겨울, 바람이 분다 Geu Gyeoul, Baram-i Bunda)
- 2013: Goddess of Fire (불의 여신 정이 Bul-ui Yeosin Jeongi)
- 2021: Law School  (로스쿨 Han Joon-hwi)
- 2022: Ghost Doctor (고스트 닥터 Go Seung-Tak)